# 尤宁敦 (阿拉巴马州)
尤宁敦（英文：Uniontown），是美国阿拉巴马州下属的一座城市。面积约为1.33平方英里（约合3.44平方公里）。根据2010年美国人口普查，该市有人口1,775人，人口密度为1,334.59/平方英里（约合515.99/平方公里）。